# Thecocarcelia sumatrana
Thecocarcelia sumatrana är en tvåvingeart som först beskrevs av Baranov 1932.  Thecocarcelia sumatrana ingår i släktet Thecocarcelia och familjen parasitflugor. Inga underarter finns listade i Catalogue of Life.